# Csillag Ádám
Csillag Ádám (Budapest, 1954. szeptember 16. –) Balázs Béla-díjas magyar dokumentumfilm-rendező, producer.

## Életpályája
Apja Csillag Tamás író, édesanyja pedig irodalomtanár. Az Apáczai Csere János és a Táncsics Mihály Gimnáziumba járt.
1975 óta dolgozik a filmszakmában. Tizennégy magyar játékfilm forgatásán volt rendezőasszisztens.
1980-1984 között végezte el a Színház- és Filmművészeti Főiskolát Fábri Zoltán és Gábor Pál tanítványaként.
A Balázs Béla Stúdióban készítette első dokumentumfilmjét, a nagy visszhangot keltett „Dunaszaurusz”-t (1984-1988). A film a bős–nagymarosi vízlépcső építésének történetét ábrázolja, megszólaltatva az elhallgattatott tudósokat, az illegalitásban szervezkedő környezetvédőket. A filmet azonnal betiltották.

## Filmjei
| Cím                                                                        | Szerep                   | Év   | Műfaj           |
| -------------------------------------------------------------------------- | ------------------------ | ---- | --------------- |
| A szemtanú                                                                 | rendező                  | 2014 | dok. film       |
| Magyar zuhanás                                                             | rendező                  | 2011 | dok. film       |
| Slágerfilm                                                                 | rendező                  | 2009 | dok. film       |
| Ostrom alatt                                                               | rendező                  | 2008 | dok. film       |
| A terror tere                                                              | rendező                  | 2006 | TV-film         |
| Az asszony verve jó                                                        | rendező                  | 2006 | TV-film         |
| Derékba törve                                                              | rendező                  | 2004 | dok. film       |
| Kényre - kedvre                                                            | rendező                  | 2004 | dok. film       |
| Nincs kegyelem a földi pokolban                                            | rendező                  | 2003 | dok. film       |
| A megye árvái                                                              | rendező                  | 2002 | dok. film       |
| A Mária Valéria híd újjáépítése                                            | rendező, író             | 2001 | dok. film       |
| Az ígéret földjén                                                          | rendező                  | 2000 | dok. film       |
| Expatok Magyarországon                                                     | rendező                  | 2000 | dok. film       |
| Hej Dunáról fúj a szél                                                     | rendező                  | 2000 | dok. film       |
| Mostohák                                                                   | rendező                  | 2000 | dok. film       |
| Nevelőszülők                                                               | rendező                  | 2000 | dok. film       |
| Régi idők mozisa                                                           | rendező                  | 2000 | dok. film       |
| Úton-útszélen                                                              | rendező                  | 2000 | dok. film       |
| A Gundel                                                                   | rendező                  | 1999 | dok. film       |
| Kenyérosztók                                                               | rendező                  | 1999 | dok. film       |
| Tokaji                                                                     | rendező                  | 1999 | ism. terj. film |
| Gyermekek kereskedelmi szexuális kizsákmányolása Közép- és Kelet-Európában | rendező                  | 1998 | dok. film       |
| A béke birodalma                                                           | rendező                  | 1996 | dok. film       |
| Gyermekbénulás I-III.                                                      | rendező                  | 1996 | dok. film       |
| Polio the Last World                                                       | rendező, forgatókönyvíró | 1996 | dok. film       |
| Dunatorzó                                                                  | rendező                  | 1995 | dok. film       |
| Gyermekbénulás                                                             | rendező                  | 1995 | dok. film       |
| Pitbuli                                                                    | rendező                  | 1995 | dok. film       |
| Lajos nővér                                                                | rendező                  | 1992 | dok. film       |
| Rekviem a kék Dunáért                                                      | rendező                  | 1992 | dok. film       |
| Szív utca                                                                  | rendező                  | 1991 | dok. film       |
| Átváltozás                                                                 | rendező                  | 1989 | dok. film       |
| Dunaszaurusz                                                               | rendező                  | 1988 | dok. film       |
| In Line                                                                    | rendező                  | 1984 | kisjátékfilm    |
| Mi szeretnék lenni                                                         | rendező                  | 1983 | kisjátékfilm    |
| Táncolj velem                                                              | rendező                  | 1982 | dok. film       |
| Öngyilkosság                                                               | rendező                  | 1981 | dok. film       |

Forrás: Port.hu

## Társadalmi tevékenység
A Magyar Film- és Tévéművészek Szövetsége Dokumentumfilm Szekció vezetőségének tagja, a Magyar Film- és Tévéművészek Szövetsége Etikai Bizottságának, és a Duna Kör Elnökségének tagja.

## Díjak
1986: a Kulturális Minisztérium Nívódíja – Mozgássérült gyerekek (Magyar Filmhíradó)

1990: Az Év Dokumentumfilmje, Magyar Film és Televízió Kritikusok Díja – Dunaszaurusz

1990: MTV Nívódíj – Bársonyos forradalom (MTV Panoráma)

1993: Legjobb Rendezés Díja, Magyar Filmszemle Dokumentum Kategória: Szív utca (Fórum Film Alapítvány, MTV Opál)

1993: Nagydíj, Nemzetközi Környezetvédelmi Filmfesztivál, Sacile, Olaszország – Rekviem a kék Dunáért (Fórum Film Alapítvány, MTV Opál)

1994: Az Év Legjobb Dokumentumfilm Gyártója: MTV Opál

1997: Balázs Béla-díj

1998: A Zsűri Különdíja, a Legjobb Koprodukció, Prix Leonardo, International Film Festival, Parma, – Polio – (The Last Word; Csillag és Ádám Film Bt.)

1998: Bronze Plaque, Columbus International Film & Video Festival, -Polio- the Last Word (Csillag és Ádám Film Bt., Profilm Kft.)

1999: Bronze Plaque Award, National Educational Media Network, USA , -Polio- the Last Word (Csillag és Ádám Film Bt., Profilm Kft.)

2000: Finalist, Freddie Awards-InternationalHealth & Medical Film Competition-Polio- the Last Word (Csillag és Ádám Film Bt., Profilm Kft.)

2000: Award of UNA /United Nations Association/ Film Festival, Stanford University USA -Polio- the Last Word (Csillag és Ádám Film Bt., Profilm Kft.)

2001: Fődíj, Millenniumi Magyar Filmszemle, Dokumentum Kategória –Mostohák (Csillag és Ádám Film Bt., Profilm Kft.)

2002: Golden Oil Tree, Kalamata International Documentary Festival, Görögország. – Mostohák

2013: Alternatív Pulitzer-díj

2017: Radnóti Miklós antirasszista díj

2017: Ember Mária-díj